# Srednjonjemački jezici
Srednjonjemački jezici, jedan od dva živa ogranka njemačkih jezika (starofranački je izumro) kojima se služi nekoliko naroda, poglavito u Njemačkoj, ali i u Luksemburgu, Poljskoj, Nizozemskoj i SAD-u. Sastoji se od dvije uže podskupine, to su:
a. istočni srednjonjemački jezici (4): Njemačka, Poljska: donjošleski, gornjosaksonski, njemački standardni. Kao četvrti 18 srpnja 2007. je priznat vilamovski (wilamowski, wymysiöeryś).
Donjošleski jezik [sli] u 15 izdanju ethnologue u 16. je nazvan gornjošleskim.
b. zapadni srednjonjemački jezici (7; prije 6) Luksemburg, Njemačka, Nizozemska, SAD: franački ili mainfränkisch, kelnski ili ripuarijski franački, limburški, luksemburški, pensilvanijski ili pensilvanijski njemački, pfälzische (falački); izumrli starofranački.

## Vanjske poveznice
- Ethnologue (14th)
- Ethnologue (15th)